# Mausohr-Wochenstube bei Barsinghausen
Mausohr-Wochenstube bei Barsinghausen este o arie protejată (arie specială de conservare — SAC, sit de importanță comunitară — SCI) din Germania întinsă pe o suprafață de 0,06 ha, integral pe uscat.

## Localizare
Centrul sitului Mausohr-Wochenstube bei Barsinghausen este situat la coordonatele 52°21′58″N 9°28′34″E / 52.3661°N 9.4761°E.

## Înființare
Situl Mausohr-Wochenstube bei Barsinghausen a fost declarat sit de importanță comunitară în ianuarie 2005 pentru a proteja 1 specie de animale. Situl a fost protejat și ca arie specială de conservare în noiembrie 2007.

## Biodiversitate
Situată în ecoregiunea atlantică, aria protejată nu include niciun habitat protejat.
La baza desemnării sitului se află o specie protejată de  mamifere: liliac comun (Myotis myotis)